# ماكوهاري ميسه

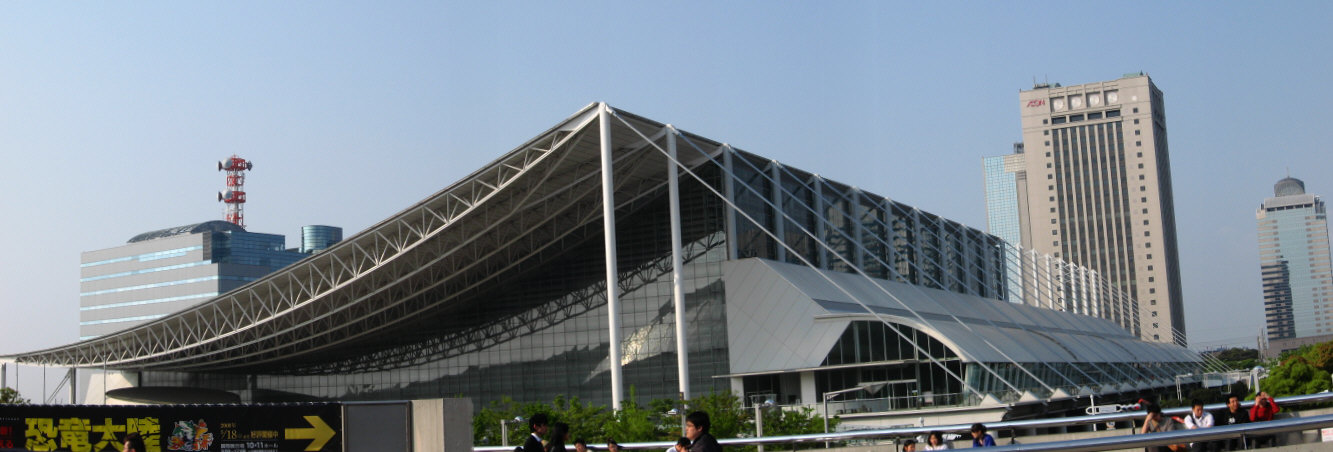
منظر لماكوهاري ميسه من الأمام.

ماكوهاري ميسه (باليابانية: 幕張メッセ) هو مجمع معارض يقع في ميهاما-كو من مدينة تشيبا، في الشمال من محافظة تشيبا في اليابان، قام بوضع التصميم لهذا المجمع فوميهيكو ماكي، وتم افتتاحه في 9 أكتوبر من عام 1989 ويستضيف على مدار العام معارض معظمها في التقنيات المتقدمة.
يستضيف المركز فعاليات كل من منافسات المبارزة، التايكواندو والمصارعة في دورة الألعاب الأولمبية الصيفية 2020.

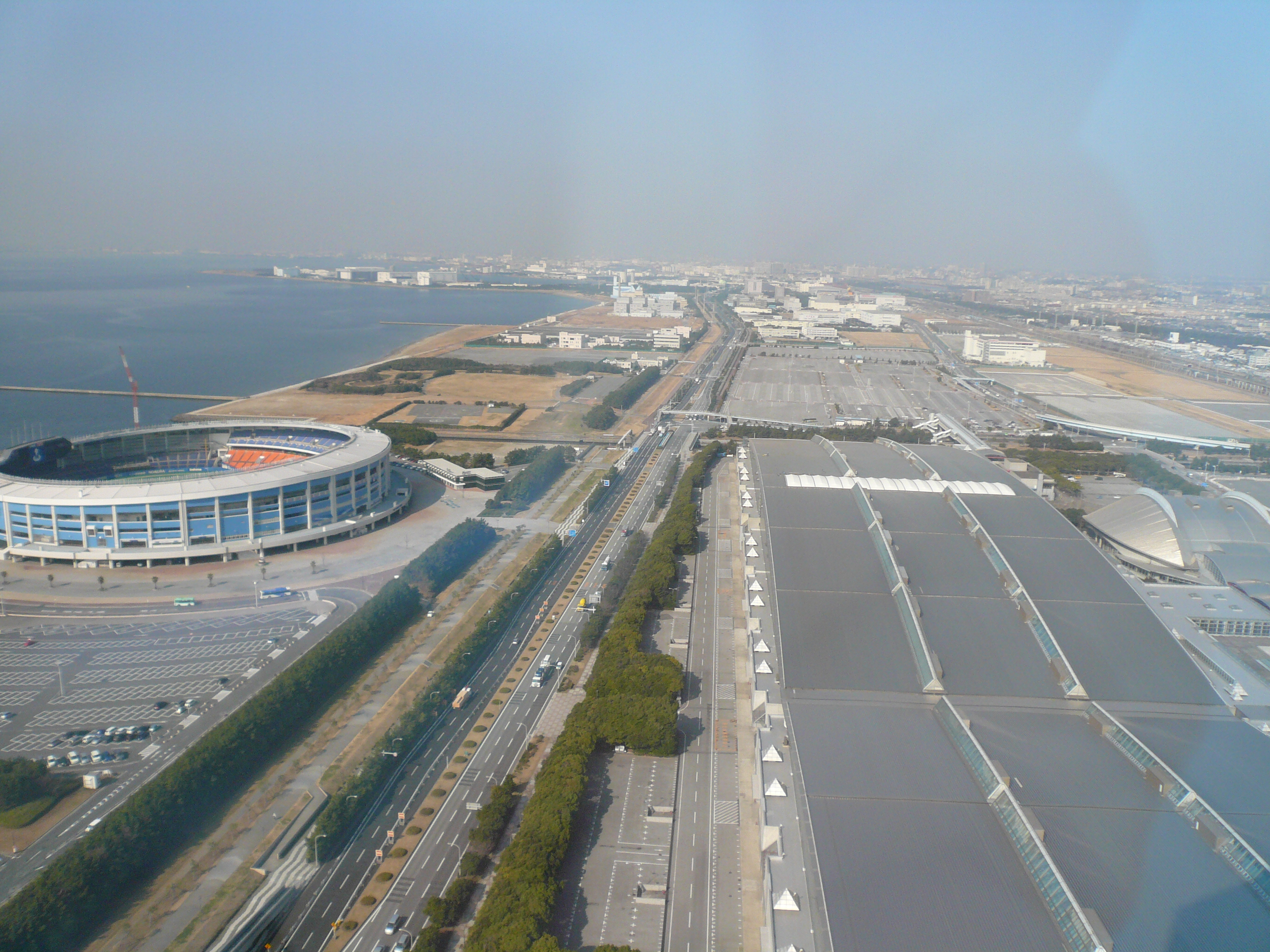
صورة بانورامية لماكوهاري ميسه

## وصلات خارجية
- الموقع الرسمي لمجمع ماكوهاري ميسه